# 爱丁顿战役
爱丁顿战役（英語：Battle of Edington）是878年5月6日至12日间威塞克斯王国阿尔弗雷德大帝率领的军队与古瑟伦统率的维京大军之间爆发的决定性战役。此役以阿尔弗雷德军大获全胜告终，并直接促成同年《韦德莫尔条约》的签订。据原始史料记载，战役发生地被称作"Eðandun"。在学术界达成共识将该战场确定为现今威尔特郡爱丁顿村之前，该战役长期以"埃桑顿战役"（Battle of Ethandun）之名见诸史册，这一旧称至今仍被部分文献沿用。
此役是阿尔弗雷德大帝（Alfred the Great）领导威塞克斯王国对维京“异教徒大军”的决定性胜利，终结了维京人对英格兰南部的持续入侵，使威塞克斯成为唯一未被维京人征服的盎格鲁-撒克逊王国，为其后英格兰的统一奠定了基础。
战役后签订的条约规定维京领袖古瑟伦（Guthrum）接受基督教洗礼，并承认阿尔弗雷德为“全英格兰人之王”。双方以泰晤士河至伦敦一线为界，维京人控制英格兰东北部（丹麦区），威塞克斯统治南部及西部，暂时稳定了英格兰的政治格局。